# Edmund Chipp
Edmund Thomas Chipp (Londra, 25 dicembre 1823 – Nizza, 17 dicembre 1886) è stato un organista e compositore inglese; le sue composizioni erano principalmente musica sacra per organo e oratori.

## Biografia
Chipp nacque a Londra il giorno di Natale, il 25 dicembre 1823. Era il figlio maggiore del musicista Thomas Paul Chipp (1793–1870) arpista, il tamburo più importante del suo tempo e corista della Cappella Reale, Whitehall. Educato nella Cappella Reale come corista, divenne poi membro della banda privata di Guglielmo IV del Regno Unito e poi della Regina Vittoria. Fu corista della Cappella Reale sotto William Hawes dall'età di sette anni fino all'età di 17 anni. Il 28 giugno 1838 Chipp cantò all'incoronazione della Regina Vittoria.
Chipp studiò organo sotto George Cooper (organista alla Cattedrale di San Paolo (Londra) e al Palazzo di St. James m. 1838) e violino. Divenne membro della Society of British Musicians nel 1842 e della Royal Society of Musicians nel 1848. Fu violinista nella Her Majesty's Private Band dal 1844 e violinista nella Filarmonica e in altre orchestre.
Nel 1859 ottenne la laurea in musica all'Università di Cambridge e nel 1861 divenne dottore in arti musicali, il primo a ottenere questo grado sotto la cattedra di William Sterndale Bennett.

Morì durante le vacanze di convalescenza a Nizza, in Francia, il 17 dicembre 1886. La vigilia di Natale del 1886 fu sepolto sul lato occidentale del Cimitero di Highgate, nella tomba della famiglia Chipp (lotto n. 3184).

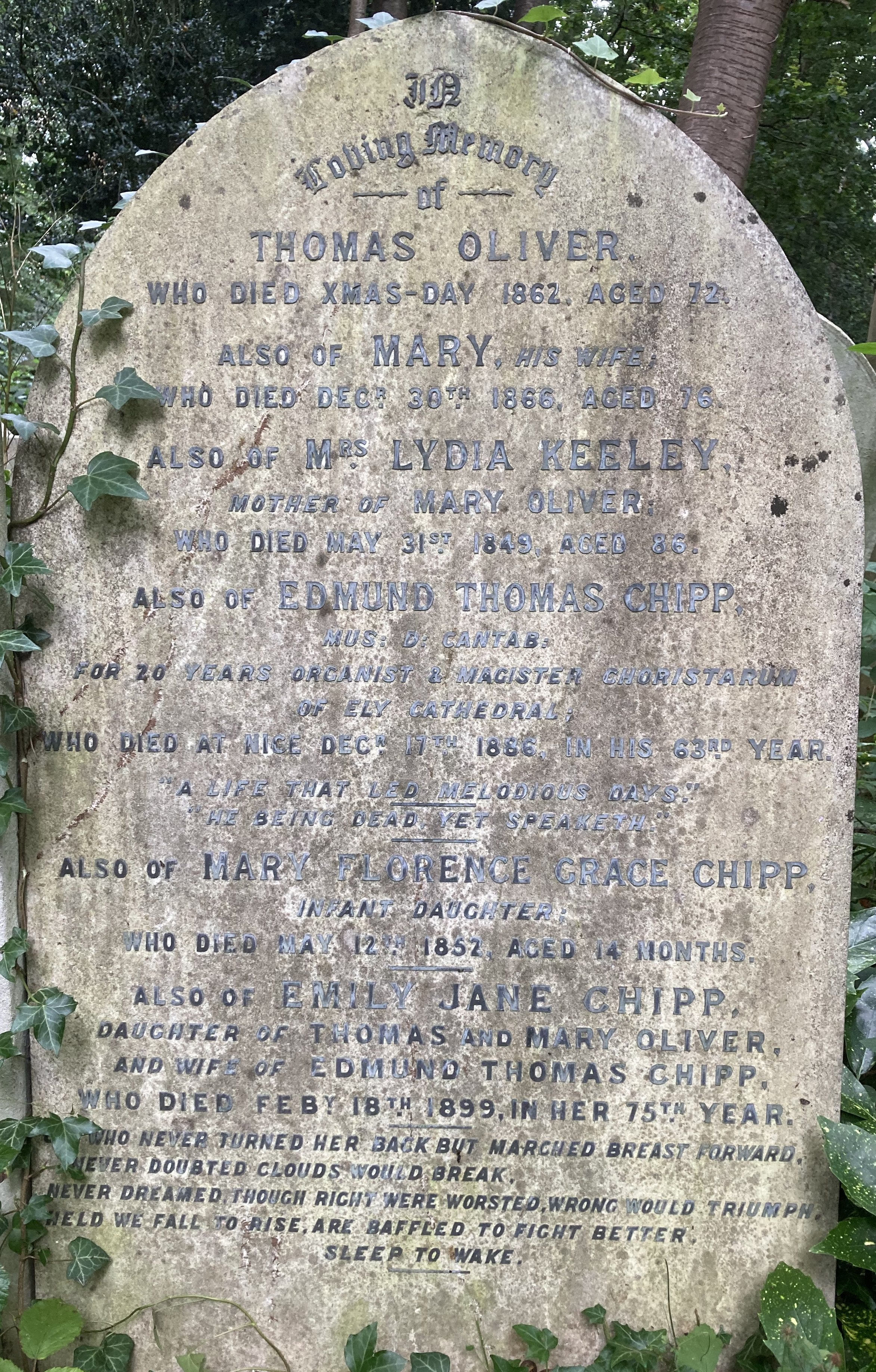
Tomba di famiglia di Edmund Chipp nel Cimitero di Highgate

The Musical Times del 1 febbraio 1887 affermava: "Nel nostro ultimo numero è stato nostro doloroso dovere registrare la perdita che il mondo musicale ha subito per la morte del dottor E.T. Chipp", seguito dalla sua biografia di due pagine. Ciò includeva un riferimento al suo lavoro alle dimostrazioni con gli organi: "L'abilità del signor Chipp come organista non era affatto limitata ai suoi doveri ecclesiastici; era spesso chiamato a dimostrare le risorse di nuovi organi. In queste occasioni eseguiva spesso l'intero programma a memoria".

## Organista
Durante la sua carriera, gli incarichi di Chipp hanno compreso:
- Organista al Italian Opera House circa 1843–45.[2]
- S. John's Chapel, Downside Hill, Hampstead, Londra 1846-46
- S. Olave's, Southwark, Londra 1847 succedendo a "The Father of Church Music"[5] il Dr. Henry John Gauntlett (1805–1876). Gauntlett aveva progettato un nuovo grande organo per St Olaves, che fu costruito tra il 1844 e il 1846.[6] Poco dopo il completamento dell'installazione nel marzo 1846, Chipp fu formalmente invitato ad assumere la carica di organista.Chipp si dimise nel 1852 dopo essere stato nominato organista a St Mary-at-Hill.
- Nel 1862 la grande Ulster Hall aprì a Belfast e Chipp fu ingaggiato per celebrarla.

"L'apertura dell'Ulster Hall ha portato a Belfast un nuovo e capiente auditorium per concerti e un musicista dalle straordinarie capacità, Edmund Thomas Chipp, a suonare il suo organo e dirigere le due principali società musicali della città." Il suo ingaggio a Belfast durò 3 anni, durante i quali tenne numerosi recital: 57 nella sua prima stagione, dirigendo però solo 2 concerti, in particolare nel marzo 1864 il Concerto per pianoforte e orchestra n. 1 op. 25 in Sol minore. "Questa esibizione sarebbe rimasta per molti anni l'unico concerto per pianoforte, e del resto l'unico di un compositore di rango canonico, ad essere suonato nella Ulster Hall."
- Cattedrale di Ely,1867[9] come Capo Organista e Magister Choristarum, incarico tenuto fino alla sua morte nel 1886.

## Chipp e le sonate per organo di Mendelssohn
Le Sei sonate per organo op. 65 di Mendelssohn furono pubblicate da Coventry e Hollier nel luglio 1845. Chipp diede probabilmente la prima esecuzione pubblica di una delle sonate solo pochi mesi dopo presso la fabbrica di organi di Walker nell'aprile 1846. Nel 1847 Chipp suonò la terza sonata d Mendelssohn sull'organo al Hanover Square Rooms. Questa testimonianza fu accettata, mentre la bozza originale fu recuperata da Sir George Grove mentre faceva ricerche sulla vita di Mendelssohn in Europa:
Ho sentito il signor Edmund Chipp esibirsi all'organo e il modo in cui ha suonato una delle mie Sonate per organo più difficili mi ha dato un'opinione molto alta del suo talento e della sua abilità come musicista e come interprete. -Londra, 7 maggio 1847. FELIX MENDELSSOHN BARTHOLDY
Il 13 dicembre 1848 Chipp eseguì a memoria tutte e sei le sonate di Mendelssohn, in un recital presso la fabbrica di organi di William Hill, un'impresa menzionata in molti dei suoi necrologi. Tra il 1850 e il 1855 Chipp continuò a raccogliere e trascrivere le partiture complete di tutte le opere inedite di Mendelssohn nel suo tempo libero mentre era membro della banda privata di Sua Maestà alla Cappella di San Giorgio al Castello di Windsor.

## Composizioni

### Per organo
- Andante Vario[13]
- Inno austriaco
- Quattro pezzi 1: “O Sanctissima” with two variations and finale;  2: Andante con moto;  3: Intermezzo;   4: Fuga in la minore
- God Preserve the Emperor, scritto per il Festival di Birmingham, 1849
- Ventiquattro schizzi (Op. 11) (1: Andante Religioso; 2: In Memoriam M.F.G.C; 3: Con moto; 4: Adagio ma non troppo; 5: Con moto molto tranquillo; 6: Andante tranquillo; 7: Andante e molto Sostenuto; 8: Con moto ma non troppo presto; 9: Con moto molto tranquillo; 10: Canzonetta; 11: Lento; 12: Pastorale; 13: In Memoriam F.M.B.; 14: Larghetto; 15: Moderato e Tranquillo; 16: Andante con Moto; 17: Moderato e Sostenuto; 18: Andante ma non troppo; 19: In Memoriam M.F.G.C.; 20: Grazioso; 21: Andante Maestoso e con energia; 22: Moderato e legato; 23: Andante e Sostenuto; 24: Ave Maria)
- Variazioni su “God Preserve the Emperor” (Op. 2)
- Variazioni su “The Harmonious Blacksmith” (Op. 1)

### Coro
- Job
- Naomi

Le composizioni di Chipp sono state incluse nel Historic Organ Sound Archive Project [HOSA] del 2007 e nel National Pipe Organ Register.